# Fusiliers royaux de Dublin

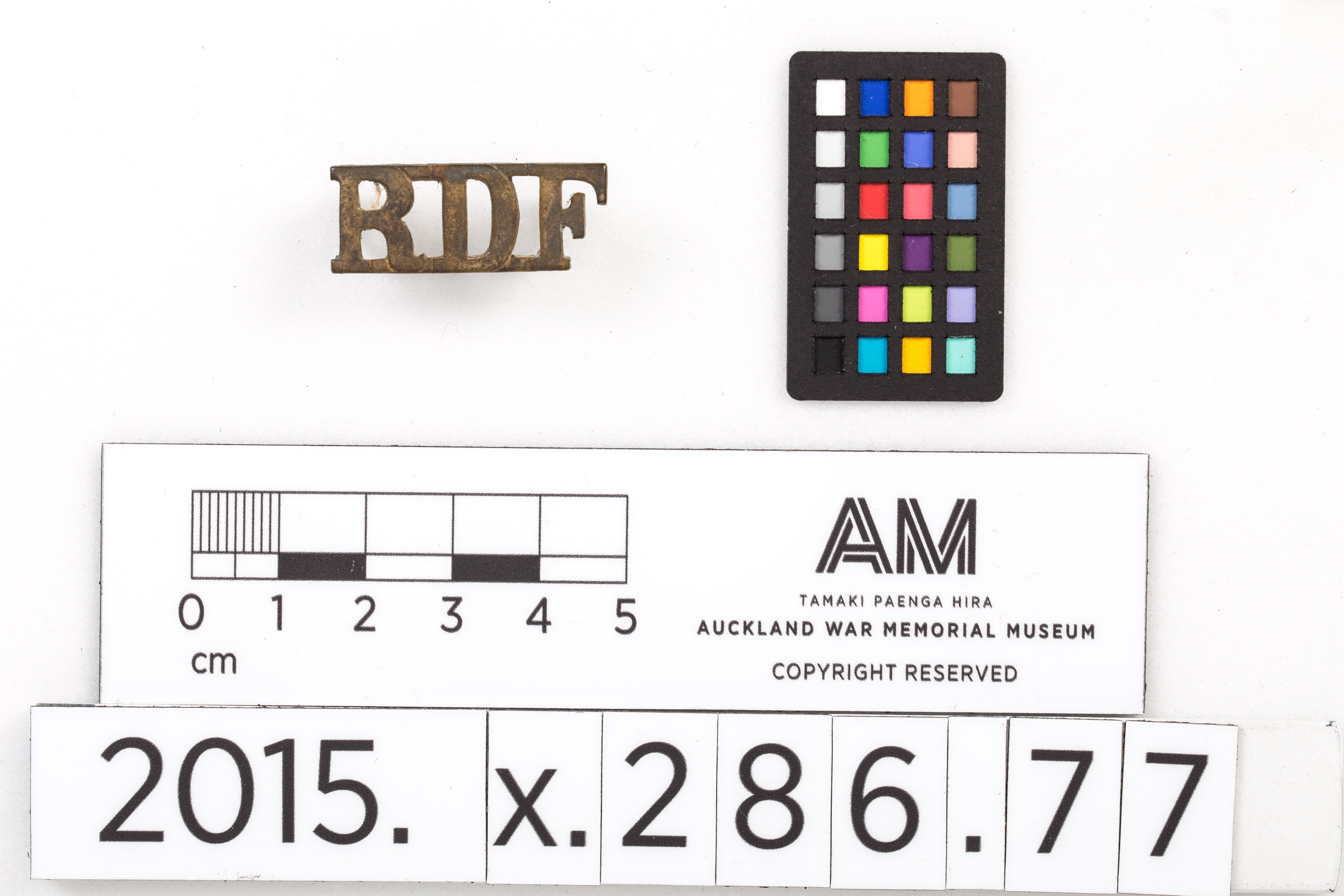
Un badge des RDF, Fusiliers Royaux de Dublin.

Les Fusiliers Royaux de Dublin était un régiment de l'armée britannique créé en 1881. Il était l'un des huit régiments établi sur l'île d'Irlande, plus précisément à Naas. Il a officiellement disparu en 1922 avec l'indépendance de la république d'Irlande.